# یواس‌اس برلی (ای‌پی‌ای-۹۵)
یواس‌اس برلی (ای‌پی‌ای-۹۵) (به انگلیسی: USS Burleigh (APA-95)) یک کشتی بود که طول آن ۴۹۲ فوت (۱۵۰ متر) بود. این کشتی در سال ۱۹۴۳ ساخته شد.